# Enric Cusí
Enric Cusí Boldú (Barcelona, 12 de octubre de 1952) es un actor, doblador, director y presentador español. Es el padre de la actriz Bruna Cusí.

## Biografía
Vivió los primeros años de su infancia en Gerona. Su familia se trasladó a Barcelona y a los 10 años se inició en el mundo de la interpretación en campañas publicitarias de camisas Tervilor y pijamas Meyba.
Cursó estudios de Derecho en la Universidad de Barcelona al tiempo que estudió arte dramático en la Escola d’Actors de Barcelona dirigida por Josep Anton Codina. 
En el año 1977 se inició profesionalmente en el cine, en la televisión y en el teatro. Ha dirigido, producido y traducido diversas obras de teatro. Desde el año 1984 ha desarrollado parte de su carrera profesional en el doblaje, como actor, director, ajustador y traductor. En 1987 formó parte de la junta directiva de la Associació d'actors i directors professionals de Catalunya en la que creó e impulsó la primera guía de actores y actrices profesionales de Cataluña. Fue miembro del consejo de administración y del consejo directivo de AISGE de 1999 a 2002.   
Dirigió y presentó en COM Ràdio (1996-2013) y en Ràdio Estel (2014-2016) el programa Boulevard dedicado a la canción francesa. Desde el año 2018 el programa se transmite en línea.

## Obra

### Teatro
- 1978 Llir entre cards, espectáculo de poesía medieval dirigido por Xesc Barceló
- 1979 Nodreix l'amor, espectáculo de poesía contemporánea dirigido por Pep Torrens
- 1980 El fantasma del contrabaix de Anton Chekhov, dirigida por Pau Monterde
- 1980 Ronda de mort a Sinera de Salvador Espriu dirigida por Ricard Salvat
- 1981 Terra Baixa de Àngel Guimerà dirigida por Josep Montanyès y J.M. Segarra
- 1982 El Cafè de la Marina de Josep Maria de Sagarra dirigida por J.G. Schroeder
- 1984 El Duc a Barcelona, musical de Duke Ellington, dirigida por Josep Montanyès
- 1986 Allò que tal vegada esdevingué de Joan Oliver dirigida por Montserrat Julió
- 1987 Com acabar per sempre amb la cultura de Woody Allen, dirigida por Montserrat Julió
- 1993 Amor a mitges de Allan Ayckbourn, dirigida por Jaume Villanueva
- 1999 Els Triomfadors de Alain Krief, dirigida por Jaume Nadal)
- 2008 Les perles al porcs de Pasquale Bavaro, dirigida por Pasquale Bavaro
- 2010 Dotze homes sense pietat de Reginald Rose dirigida por Empar Lopez
- 2011 El Retrat de Dorian Grey de Oscar Wilde, dirigida por Empar Lopez
- 2013 Els cantants poetes i la mort, espectáculo poético musical dirigido por Enric Cusí
- 2015 Somriures i llàgrimes de Rogers-Hammerstein, dirigida por Juli Rodriguez y Maria Torras
- 2014 Enric Prat de la Riba. Un somni dirigida por Enric Cusí
- 2015 El ressò de les paraules dirigida por Enric Cusí
- 2017 Musical de Musicals dirigida por Maria Torras
- 2018 Passejant per Barcelona dirigida por Enric Cusí

### Dirección de teatro
- 2012 Don Juan Tenorio de José Zorrilla
- 2013 Els cantants poetes i la mort, espectáculo poético musical
- 2014 Enric Prat de la Riba. Un somni
- 2015 El ressò de les paraules, espectáculo literario
- 2018 Passejant per Barcelona, espectáculo musical

### Cine
- 1976 Madison (cortometraje) de Jover-Salgot
- 1977 Serenata a la luz de la luna de Jover-Salgot
- 1977 Companys. Procés a Catalunya de Josep Mª Forn
- 1979 Perros callejeros II de J.A. de la Loma
- 1980 El Vicari d'Olot de Ventura Pons
- 1980 Un matí qualsevol (cortometraje) de Toni Verdaguer
- 1981 La Quinta del Porro de F. Bellmunt
- 1982 Parleu després de sentir el senyal (cortometraje) de Toni Verdaguer
- 1983 Últimas tardes con Teresa de Gonzalo Herralde
- 1984 La gran quiniela de Joaquín Coll Espona
- 1993 Huevos de oro de Bigas Luna
- 2003 El Círculo (cortometraje) de Adrián López
- 2009 L’estació de l'oblit de Cristian Molina
- 2010 Los tres pasos (cortometraje) de Fabián Matas
- 2018 Tony (mediometraje) de Hugo Diego García

### Televisión
- Terra Baixa (TVE, 1983)
- Connecta el micro, pica l'star (TV3, 1985) como presentador
- Vísperas (TVE, 1986)
- La Nit Bruixa (TV3, 1989) como presentador

Actor de reparto en algunos capítulos de:
- El Show de la Lloll (TV3, 1993)
- Secrets de família (TV3, 1995)
- Estació d'enllaç (TV3, 1995)
- Sitges (TV3, 1996)
- Nissaga de poder (TV3, 1997)
- Periodistas (Telecinco, 1999)
- Homenots (TVE, 1999)
- Policías (Antena 3, 2000)
- Hospital Central (Telecinco, 2002)
- El Comisario (Telecinco, 2003)
- Mònica de Eduard Cortés (tele-movie, 2003)
- Ventdelplà (TV3, 2005)
- Porca misèria (TV3, 2005)
- El cor de la ciutat (TV3, 2006)
- Cuéntame como pasó (TVE, 2008)
- La meva vida a Barcelona (TV3, 2009)
- La Riera (TV3, 2012)

### Doblaje
- Mortadelo y Filemón, como Mortadelo
- Les Tortugues Ninja, como Michelangelo
- Cobi, como Doctor No
- Teo, como Padre
- Garfield, como Bo
- Lucky Luke, como Rantanplan
- Policies de Nova York, como González
- El Comissari, como Stan
- Gent del Barri, como Kelvin
- Falcon Crest, como Cole

### Radio
Director y presentador del programa de canción francesa Boulevard en COM Ràdio (1997-2013) y Ràdio Estel (2014-2016).